# 4460 Бігоро
4460 Бігоро (4460 Bihoro) — астероїд головного поясу, відкритий 28 лютого 1990 року.
Тіссеранів параметр щодо Юпітера — 3,093.